# Ralf Marschner
Ralf Marschner, Spitzname Manole oder auch Mono, ist ein rechtsextremer Aktivist, der als V-Mann mit dem Decknamen „Primus“ 1992 bis 2002 für das Bundesamt für Verfassungsschutz (BfV) tätig war. Ihm werden Verbindungen zur Terrorgruppe Nationalsozialistischer Untergrund vorgeworfen.

## Leben
Marschner lebte von 1990 bis 2007 in Zwickau und betrieb als Unternehmer unter anderem eine Abrissfirma mit dem Namen „Bauservice Marschner“. Er war nach offiziellen Angaben von 1992 bis 2002 als V-Mann in der rechten Szene aktiv, insbesondere im Umfeld der Gruppe Blood and Honour. Laut Zeugenaussagen beschäftigte Marschner zwischen 2000 und 2001 sowohl Beate Zschäpe in einem Ladengeschäft als auch Uwe Mundlos als eine Art Vorarbeiter auf seinen Baustellen; weitere Aktivisten der Neonaziszene waren bei ihm beschäftigt. Zudem wurden 2001 für den Tag der Ermordung eines Opfers der NSU-Mordserie an Migranten, Habil Kılıç (München), Autos auf den Namen von Marschners Baufirma bei der Firma angemietet, die üblicherweise vom NSU-Trio benutzt wurde.
Die Bundesanwaltschaft ermittelt im Rahmen des NSU-Strafverfahrens auch gegen Marschner als einen der neun namentlich Beschuldigten neben den im NSU-Prozess Angeklagten; laut Clemens Binninger, dem Vorsitzenden des zweiten NSU-Untersuchungsausschusses des Bundestages, ist es aber unwahrscheinlich, dass Anklage gegen einen dieser neun erhoben wird. Die Bundesanwaltschaft verweigerte im NSU-Prozess die Akteneinsicht zu diesem Komplex. Versuche, den inzwischen im Ausland lebenden Marschner als Zeugen im NSU-Prozess oder im Bundestags-Untersuchungsausschuss zu laden, schlugen fehl.
Wegen einer nicht gezahlten Strafe für Insolvenzverschleppung und das Unterschlagen von Arbeitsentgelt lag ein Haftbefehl gegen Marschner vor. Der Haftbefehl wurde trotz des laufenden NSU-Verfahrens mehr als vier Jahre lang nicht vollstreckt. Wegen des Haftbefehls hatte er sich in die Schweiz abgesetzt. Einer Ladung zum NSU-Untersuchungsausschuss des Landtags Baden-Württemberg im März 2018 folgte er nicht. Laut dem Ausschussvorsitzenden Wolfgang Drexler ist der Haftbefehl ein möglicher Hinderungsgrund.
Laut den Stuttgarter Nachrichten und der Welt verschwieg Marschner den Aufenthalt des sogenannten NSU-Trios nach dessen Untertauchen gegenüber seinem V-Mann-Führer beim BfV, und er log bei Vernehmungen durch das Bundeskriminalamt. Außerdem wird er mit der Waffenbeschaffung in Verbindung gebracht. Der V-Mann-Führer hielt Kontakt, angeblich aus Fürsorgegründen, noch mindestens 11 Jahre über die V-Mann-Tätigkeit von Marschner hinaus, also bis 2013. Der Mitarbeiter des BfV unter dem Decknamen „Richard Kaldrack“ kontaktierte Marschner auch vor der zweiten Befragung durch das BKA im Jahre 2013 in der Schweiz. Trotz der ausführlichen Befragungen durch das BKA, der Aussagen des V-Mann-Führers im NSU-Untersuchungsausschuss des Bundestages wie auch der Ermittlungen der Bundesanwaltschaft gegen Marschner, sind seine Rolle im Unterstützerumfeld des NSU wie auch die durch ihn vermittelten Kenntnisse des Verfassungsschutzes zum NSU unklar.